# 法維拉 (阿斯圖里亞斯)

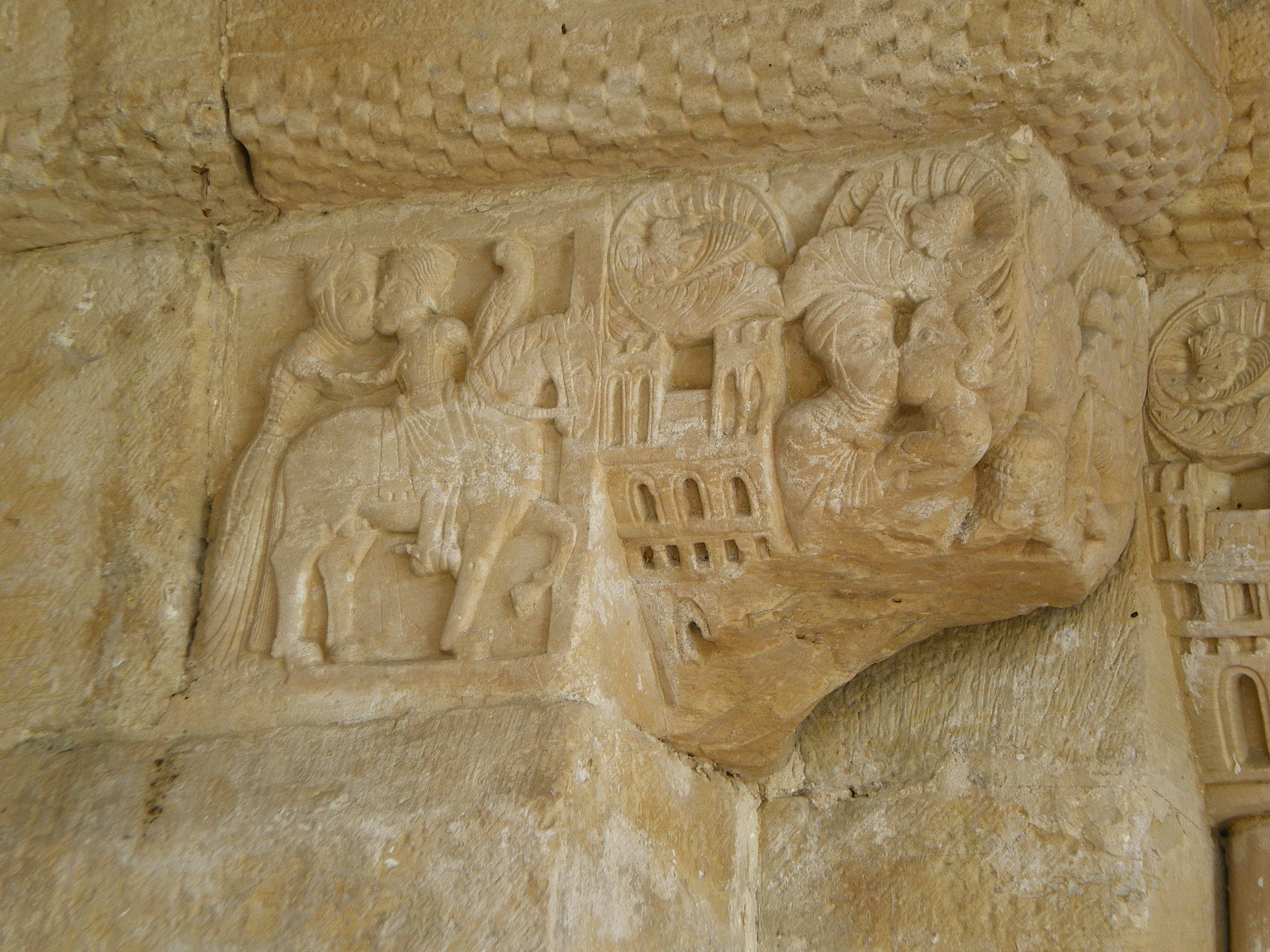
某個系列的三幅雕刻中的前兩幅描繪出法維拉的生前最後一日。左邊那幅他正在親吻她的王后弗蘿伊莉烏巴（Froiliuba），從馬背上向他的馬告別，手臂上帶著他的獵鷹。右邊那幅他在他的宮殿前用同樣的方式送出告別辭。最後一幅雕刻（沒有照出）描繪他與熊的生死戰鬥。來自聖佩德羅-德-比亞努埃瓦修道院12世紀建立的門口。

法維拉（西班牙語：Fafila、Favila或Favilac，—739年）從737年到去世為第二位阿斯图里亚斯國王。他是第一位阿斯图里亚斯君主佩拉约唯一的兒子與繼承人。737年他建立了聖塔-克魯斯教堂，可能位於他的首都坎加斯德奥尼斯，然而除了這一點，他的其他統治作是不為人知的。
据传，法维拉在一次狩猎中不幸遭遇黑熊袭击身亡。这种狩猎活动不仅是中世纪贵族常见的消遣，更被视为他巩固与官员政治纽带的手段。然而后世史学家对其颇有微词，认为他过度沉溺于此类活动（拉丁语"levitas"，意指轻浮），终致悲剧发生。
法维拉与妻子弗萝伊莉乌巴合葬于坎加斯。圣塔-克鲁斯教堂的墓志铭显示，他虽育有子嗣却未能承袭权位，最终由其妹夫阿方索继任。